# Ballon d’Or 1974

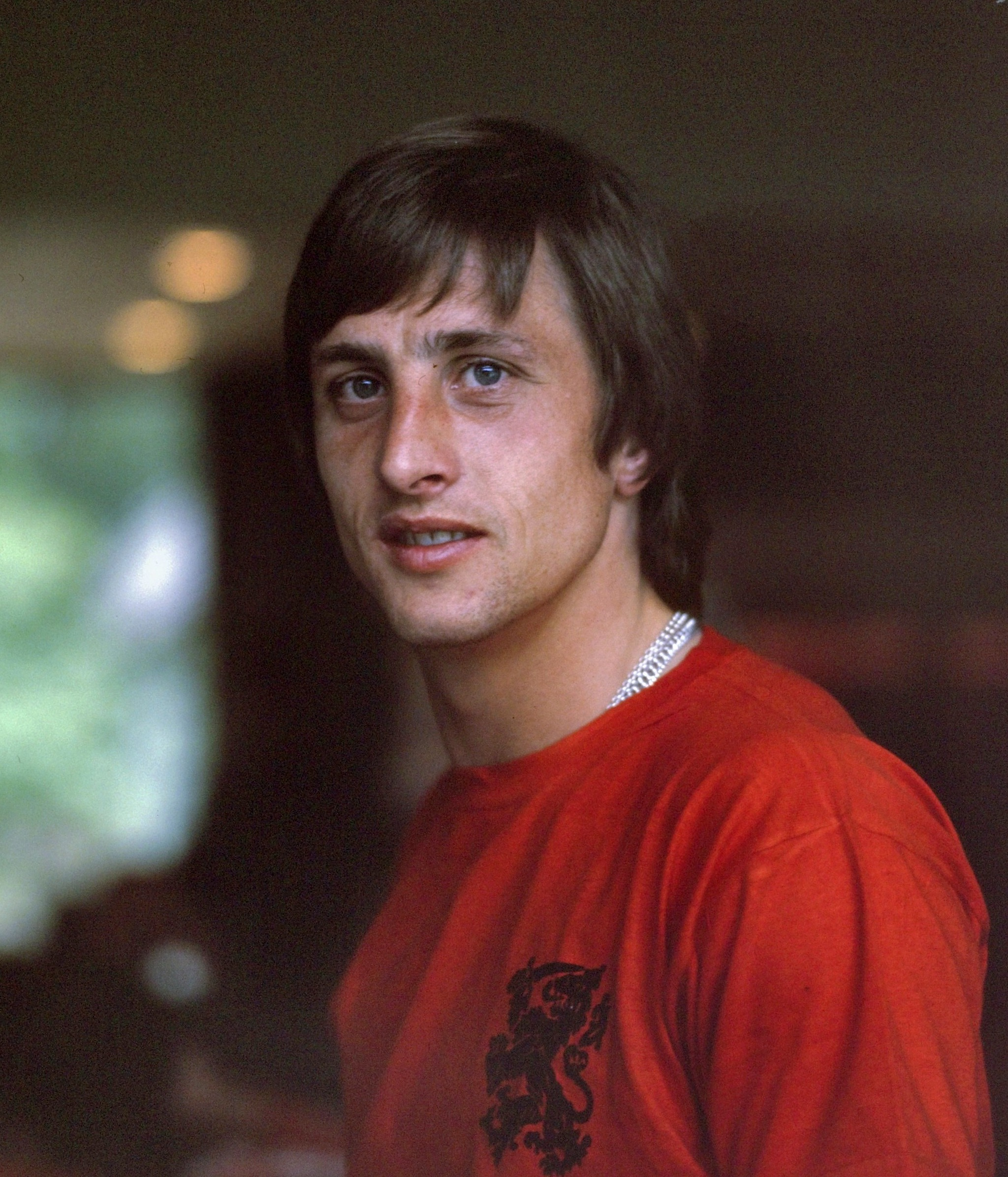
Johan Cruyff (1974)

Mit dem 19. Ballon d’Or (französisch für Goldener Ball) der Zeitschrift France Football wurde der Niederländer Johan Cruyff von Ajax Amsterdam am 31. Dezember 1974 als „Europas Fußballer des Jahres“ mit neun Punkten Vorsprung vor dem Deutschen Franz Beckenbauer vom FC Bayern München ausgezeichnet. Der Preis wurde von einer Jury mit Sportjournalisten aus 26 Mitgliedsverbänden der UEFA verliehen. Cruyff wurde in 26 Ländern gewählt, dabei stand er 15-mal an erster Position. Für ihn war es nach 1971 und 1973 die dritte Auszeichnung mit dem Ballon d’Or. Damit wurde Cruyff zum ersten Spieler, der die Auszeichnung dreimal erhielt.

## Ergebnis
| Platz | Spieler           | Nationalität   | Verein(e) 1974                  | Punkte |
| ----- | ----------------- | -------------- | ------------------------------- | ------ |
| 01    | Johan Cruyff      | Niederlande    | FC Barcelona                    | 116    |
| 02    | Franz Beckenbauer | BR Deutschland | FC Bayern München               | 105    |
| 03    | Kazimierz Deyna   | Polen          | Legia Warschau                  | 35     |
| 04    | Paul Breitner     | BR Deutschland | FC Bayern München / Real Madrid | 32     |
| 05    | Johan Neeskens    | Niederlande    | Ajax Amsterdam / FC Barcelona   | 21     |
| 06    | Grzegorz Lato     | Polen          | FKS Stal Mielec                 | 16     |
| 07    | Gerd Müller       | BR Deutschland | FC Bayern München               | 14     |
| 08    | Robert Gadocha    | Polen          | Legia Warschau                  | 11     |
| 09    | Billy Bremner     | Irland         | Leeds United                    | 9      |
| 10    | Ralf Edström      | Schweden       | Ajax Amsterdam                  | 4      |
| 10    | Jürgen Sparwasser | DDR            | 1. FC Magdeburg                 | 4      |
| 10    | Berti Vogts       | BR Deutschland | Borussia Mönchengladbach        | 4      |
| 13    | Jan Tomaszewski   | Polen          | ŁKS Łódź                        | 3      |
| 13    | Ronnie Hellström  | Schweden       | 1. FC Kaiserslautern            | 3      |
| 15    | José Altafini     | Italien        | Juventus Turin                  | 2      |
| 15    | Christo Bonew     | Bulgarien      | Lokomotive Plowdiw              | 2      |
| 15    | Jerzy Gorgon      | Polen          | Gornik Zabrze                   | 2      |
| 15    | Sepp Maier        | BR Deutschland | FC Bayern München               | 2      |
| 19    | Oleh Blochin      | Sowjetunion    | Dynamo Kiew                     | 1      |
| 19    | Rainer Bonhof     | BR Deutschland | Borussia Mönchengladbach        | 1      |
| 19    | Jean-Marc Guillou | Frankreich     | SCO Angers                      | 1      |
| 19    | Uli Hoeneß        | BR Deutschland | FC Bayern München               | 1      |
| 19    | Branko Oblak      | Jugoslawien    | Hajduk Split                    | 1      |